# Tudor Gavril Dunca
Tudor Gavril Dunca (n. 20 octombrie 1951, Sighetu Marmației, Maramureș, România) este un fost deputat român în legislaturile 1992-1996 și 1996-2000, ales în județul Maramureș pe listele partidului PNȚCD/PER (CDR). 
Tudor Gavril Dunca a demisionat din Camera Deputaților pe data de 2 septembrie 1997, după ce a fost numit în funcția de ambasador al României în Germania. La Camera Deputaților  a fost înlocuit de deputatul Vasile Berci. 
În perioada 26 august 1997-5 decembrie 2000 a fost ambasador al României în Germania.